# Dieter Runkel
Dieter Runkel, nacido el 21 de diciembre de 1966 en Obergösgen, fue un ciclista suizo. Destacó en la modalidad de Ciclocrós siendo campeón mundial élite en 1995. 

## Palmarés

### Ciclocrós
| 1992 - Campeonato de Suiza de Ciclocrós 1995 - Campeonato de Suiza de Ciclocrós - Campeonato Mundial de Ciclocrós 1996 - Campeonato de Suiza de Ciclocrós | 1997 - 2.º en el Campeonato de Suiza de Ciclocrós 1998 - 2.º en el Campeonato de Suiza de Ciclocrós 1999 - 3.º en el Campeonato de Suiza de Ciclocrós |

### Ruta
1992
- Gran Premio Guillermo Tell, más 1 etapa

## Resultados en Grandes Vueltas y Campeonatos del Mundo
| Carrera | Carrera         | 1993  | 1994 | 1995 | 1996 |
| ------- | --------------- | ----- | ---- | ---- | ---- |
|         | Giro de Italia  | —     | —    | —    | —    |
|         | Tour de Francia | 131.º | —    | —    | —    |
|         | Vuelta a España | —     | —    | —    | —    |

—: no participa

Ab.: abandono